# Canton du Grand-Bas-Armagnac
Le canton du Grand-Bas-Armagnac est une circonscription électorale française du département du Gers créée par le décret du 26 février 2014 et entrée en vigueur lors des premières élections départementales suivant la publication du décret.

## Histoire
Un nouveau découpage territorial du Gers entre en vigueur à l'occasion des élections départementales de 2015. Il est défini par le décret du 26 février 2014, en application des lois du 17 mai 2013 (loi organique 2013-402 et loi 2013-403). Les conseillers départementaux sont, à compter de ces élections, élus au scrutin majoritaire binominal mixte. Les électeurs de chaque canton élisent au Conseil départemental, nouvelle appellation du Conseil général, deux membres de sexe différent, qui se présentent en binôme de candidats. Les conseillers départementaux sont élus pour 6 ans au scrutin binominal majoritaire à deux tours, l'accès au second tour nécessitant 12,5 % des inscrits au 1er tour. En outre la totalité des conseillers départementaux est renouvelée. Ce nouveau mode de scrutin nécessite un redécoupage des cantons dont le nombre est divisé par deux avec arrondi à l'unité impaire supérieure si ce nombre n'est pas entier impair, assorti de conditions de seuils minimaux. Dans le Gers, le nombre de cantons passe ainsi de 31 à 17.
Le canton du Grand-Bas-Armagnac est formé de communes des anciens cantons de Nogaro (26 communes) et de Cazaubon (14 communes). Le canton est entièrement inclus dans l'arrondissement de Condom. Le bureau centralisateur est situé à Nogaro.

## Représentation
| Période élective | Période élective | Mandat | Mandat   | Identité          | Nuance | Nuance | Qualité |
| ---------------- | ---------------- | ------ | -------- | ----------------- | ------ | ------ | --- |
| 2015             | 2021             | 2015   | 2021     | Vincent Gouanelle |        | LR     | cadre de la fonction publique territoriale, premier adjoint au maire de Bourrouillan, puis maire (depuis 2020)                     |
| 2015             | 2021             | 2015   | 2021     | Isabelle Tintané  |        | LR     | cadre administratif dans le milieu viticole, conseillère municipale d'opposition de Cazaubon, puis maire de Cazaubon (depuis 2020) |
| 2021             | 2028             | 2021   | en cours | Vincent Gouanelle |        | LR     | Cadre de la fonction publique territoriale, maire de Bourrouillan                                                                  |
| 2021             | 2028             | 2021   | en cours | Isabelle Tintané  |        | LR     | cadre administratif dans le milieu viticole, maire de Cazaubon                                                                     |

### Résultats détaillés

#### Élections de mars 2015
À l'issue du 1er tour des élections départementales de 2015, deux binômes sont en ballottage : Vincent Gouanelle et Isabelle Tintané (DVD, 46,39 %) et Marie-Ange Passarieu et Christian Peyret (PS, 42,97 %). Le taux de participation est de 58,7 % (5 920 votants sur 10 086 inscrits) contre 60,11 % au niveau départemental et 50,17 % au niveau national.
Au second tour, Vincent Gouanelle et Isabelle Tintané (DVD) sont élus avec 52,74 % des suffrages exprimés et un taux de participation de 63,89 % (3 123 voix pour 6 445 votants et 10 087 inscrits).

#### Élections de juin 2021
Le premier tour des élections départementales de 2021 est marqué par un très faible taux de participation (33,26 % au niveau national). Dans le canton du Grand-Bas-Armagnac, ce taux de participation est de 48,2 % (4 835 votants sur 10 031 inscrits) contre 44,9 % au niveau départemental. À l'issue de ce premier tour,  le binôme constitué de Vincent Gouanelle et Isabelle Tintané (DVD, 63,07 %), est élu avec 63,07 % des suffrages exprimés.
Le second tour des élections est marqué une nouvelle fois par une abstention massive équivalente au premier tour. Les taux de participation sont de 34,36 % au niveau national, 44,59 % dans le département et 48,2 % dans le canton du Grand-Bas-Armagnac. Vincent Gouanelle et Isabelle Tintané (DVD) sont élus avec 63,07 % des suffrages exprimés (2 860 voix pour 4 835 votants et 10 031 inscrits),,.

## Composition
Le canton du Grand-Bas-Armagnac comprend quarante communes entières.
| Nom                            | Code Insee | Intercommunalité     | Superficie (km2) | Population (dernière pop. légale) | Densité (hab./km2) | Modifier                                    |
| ------------------------------ | ---------- | -------------------- | ---------------- | --------------------------------- | ------------------ | ------------------------------------------- |
| Nogaro (bureau centralisateur) | 32296      | CC du Bas-Armagnac   | 11,06            | 2 226 (2022)                      | 201                | modifier les données · modifier les données |
| Arblade-le-Haut                | 32005      | CC du Bas-Armagnac   | 12,20            | 319 (2022)                        | 26                 | modifier les données · modifier les données |
| Ayzieu                         | 32025      | CC du Grand Armagnac | 13,84            | 159 (2022)                        | 11                 | modifier les données · modifier les données |
| Bétous                         | 32049      | CC du Bas-Armagnac   | 5,13             | 72 (2022)                         | 14                 | modifier les données · modifier les données |
| Bourrouillan                   | 32062      | CC du Bas-Armagnac   | 8,70             | 167 (2022)                        | 19                 | modifier les données · modifier les données |
| Campagne-d'Armagnac            | 32073      | CC du Grand Armagnac | 5,49             | 212 (2022)                        | 39                 | modifier les données · modifier les données |
| Castex-d'Armagnac              | 32087      | CC du Grand Armagnac | 12,26            | 141 (2022)                        | 12                 | modifier les données · modifier les données |
| Caupenne-d'Armagnac            | 32094      | CC du Bas-Armagnac   | 21,65            | 446 (2022)                        | 21                 | modifier les données · modifier les données |
| Cazaubon                       | 32096      | CC du Grand Armagnac | 55,64            | 1 663 (2022)                      | 30                 | modifier les données · modifier les données |
| Cravencères                    | 32113      | CC du Bas-Armagnac   | 9,09             | 93 (2022)                         | 10                 | modifier les données · modifier les données |
| Espas                          | 32125      | CC du Bas-Armagnac   | 15,13            | 132 (2022)                        | 8,7                | modifier les données · modifier les données |
| Estang                         | 32127      | CC du Grand Armagnac | 22,51            | 664 (2022)                        | 29                 | modifier les données · modifier les données |
| Le Houga                       | 32155      | CC du Bas-Armagnac   | 31,51            | 1 186 (2022)                      | 38                 | modifier les données · modifier les données |
| Lanne-Soubiran                 | 32191      | CC du Bas-Armagnac   | 6,67             | 145 (2022)                        | 22                 | modifier les données · modifier les données |
| Lannemaignan                   | 32189      | CC du Grand Armagnac | 8,58             | 105 (2022)                        | 12                 | modifier les données · modifier les données |
| Larée                          | 32193      | CC du Grand Armagnac | 12,87            | 237 (2022)                        | 18                 | modifier les données · modifier les données |
| Laujuzan                       | 32202      | CC du Bas-Armagnac   | 11,34            | 290 (2022)                        | 26                 | modifier les données · modifier les données |
| Lias-d'Armagnac                | 32211      | CC du Grand Armagnac | 11,92            | 202 (2022)                        | 17                 | modifier les données · modifier les données |
| Loubédat                       | 32214      | CC du Bas-Armagnac   | 9,46             | 111 (2022)                        | 12                 | modifier les données · modifier les données |
| Luppé-Violles                  | 32220      | CC du Bas-Armagnac   | 7,57             | 132 (2022)                        | 17                 | modifier les données · modifier les données |
| Magnan                         | 32222      | CC du Bas-Armagnac   | 11,30            | 231 (2022)                        | 20                 | modifier les données · modifier les données |
| Manciet                        | 32227      | CC du Bas-Armagnac   | 42,11            | 761 (2022)                        | 18                 | modifier les données · modifier les données |
| Marguestau                     | 32236      | CC du Grand Armagnac | 3,21             | 56 (2022)                         | 17                 | modifier les données · modifier les données |
| Mauléon-d'Armagnac             | 32243      | CC du Grand Armagnac | 35,13            | 266 (2022)                        | 7,6                | modifier les données · modifier les données |
| Maupas                         | 32246      | CC du Grand Armagnac | 9,85             | 198 (2022)                        | 20                 | modifier les données · modifier les données |
| Monclar                        | 32264      | CC du Grand Armagnac | 10,12            | 225 (2022)                        | 22                 | modifier les données · modifier les données |
| Monguilhem                     | 32271      | CC du Bas-Armagnac   | 5,71             | 286 (2022)                        | 50                 | modifier les données · modifier les données |
| Monlezun-d'Armagnac            | 32274      | CC du Bas-Armagnac   | 6,48             | 188 (2022)                        | 29                 | modifier les données · modifier les données |
| Mormès                         | 32291      | CC du Bas-Armagnac   | 9,05             | 108 (2022)                        | 12                 | modifier les données · modifier les données |
| Panjas                         | 32305      | CC du Grand Armagnac | 20,01            | 429 (2022)                        | 21                 | modifier les données · modifier les données |
| Perchède                       | 32310      | CC du Bas-Armagnac   | 5,25             | 105 (2022)                        | 20                 | modifier les données · modifier les données |
| Réans                          | 32340      | CC du Grand Armagnac | 12,31            | 290 (2022)                        | 24                 | modifier les données · modifier les données |
| Saint-Griède                   | 32380      | CC du Bas-Armagnac   | 7,52             | 141 (2022)                        | 19                 | modifier les données · modifier les données |
| Saint-Martin-d'Armagnac        | 32390      | CC du Bas-Armagnac   | 10,80            | 231 (2022)                        | 21                 | modifier les données · modifier les données |
| Sainte-Christie-d'Armagnac     | 32369      | CC du Bas-Armagnac   | 22,50            | 379 (2022)                        | 17                 | modifier les données · modifier les données |
| Salles-d'Armagnac              | 32408      | CC du Bas-Armagnac   | 6,08             | 123 (2022)                        | 20                 | modifier les données · modifier les données |
| Sion                           | 32434      | CC du Bas-Armagnac   | 7,05             | 96 (2022)                         | 14                 | modifier les données · modifier les données |
| Sorbets                        | 32437      | CC du Bas-Armagnac   | 9,21             | 201 (2022)                        | 22                 | modifier les données · modifier les données |
| Toujouse                       | 32449      | CC du Bas-Armagnac   | 14,50            | 306 (2022)                        | 21                 | modifier les données · modifier les données |
| Urgosse                        | 32458      | CC du Bas-Armagnac   | 6,70             | 239 (2022)                        | 36                 | modifier les données · modifier les données |
| Canton du Grand-Bas-Armagnac   | 3212       |                      | 547,51           | 13 561 (2022)                     | 25                 | modifier les données                        |

## Démographie
En 2022, le canton comptait 13 561 habitants, en évolution de +1,97 % par rapport à 2016 (Gers : +1,04 %, France hors Mayotte : +2,11 %).
| 2013   | 2018   | 2022   |
| ------ | ------ | ------ |
| 13 175 | 13 317 | 13 561 |